# Antikvariat
L'Antikvariat (in russo Антиквариат?) era un dipartimento del Ministero del Commercio russo istituito da Lenin in 1921, dopo la Rivoluzione russa, per gestire la vendita e l'esportazione di opere d'arte che il governo rivoluzionario aveva acquisito da musei come l'Ermitage e il Palazzo di Gatčina, dalle chiese e da membri delle élite russe che erano stati costretti a cederle al nuovo governo, o le avevano lasciate quando erano fuggiti dal paese, o che erano stati giustiziati durante la rivoluzione.
Tra questi tesori dello stato c'erano 30 delle 40 Uova Fabergé che erano custodite nel Palazzo dell'Armeria dopo l'abdicazione dell'ultimo zar di Russia, Nicola II.
Il nuovo governo russo iniziò la sua esistenza in gravi difficoltà finanziarie:
Lenin e più tardi Stalin avevano bisogno di soldi il più rapidamente possibile e si ritenne che la liquidazione delle opere d'arte russe fosse un modo per raggiungere questo obiettivo.
I membri dell'Antikvariat non erano curatori o specialisti d'arte ma membri del Partito Comunista selezionati da altri membri del Partito per ricavare quanto più denaro possibile dalla vendita di arte russa a uomini d'affari e diplomatici occidentali. 
Gli storici dell'arte russi incaricati di custodire queste opere tentarono di contrastare questo processo e hanno camuffato o nascosto alcune opere che Antikvariat, se avesse saputo della loro esistenza, avrebbe venduto;
per questo, molti di coloro che desideravano conservare queste opere furono arrestati, inquisiti e giustiziati.